# Liste der Kulturgüter in Büron
Die Liste der Kulturgüter in Büron enthält alle Objekte in der Gemeinde Büron im Kanton Luzern, die gemäss der Haager Konvention zum Schutz von Kulturgut bei bewaffneten Konflikten, dem Bundesgesetz vom 20. Juni 2014 über den Schutz der Kulturgüter bei bewaffneten Konflikten sowie der Verordnung vom 29. Oktober 2014 über den Schutz der Kulturgüter bei bewaffneten Konflikten unter Schutz stehen.
Objekte der Kategorie A sind im Gemeindegebiet nicht ausgewiesen, Objekte der Kategorie B sind vollständig in der Liste enthalten, Objekte der Kategorie C fehlen zurzeit (Stand: 1. Januar 2023). Unter übrige Baudenkmäler sind zusätzliche Objekte zu finden, die im kantonalen Denkmalverzeichnis verzeichnet und nicht bereits in der Liste der Kulturgüter enthalten sind.

## Kulturgüter
| Foto |                                                                                                  | Objekt                                                                | Kat. | Typ | Standort                                   | Beschreibung                                                                |
| ---- | ------------------------------------------------------------------------------------------------ | --------------------------------------------------------------------- | ---- | --- | ------------------------------------------ | --------------------------------------------------------------------------- |
| ja   | Datei hochladen · Wikidata zu Katholische Kirche St. Gallus und Urban (Q29785531)                | Katholische Kirche St. Gallus und Urban KGS-Nr.: 03647                | B    | G   | Gallus-Steigerstrasse 17.1 649820 / 229690 |                                                                             |
| BW   | Datei hochladen · Wikidata zu Pfarrhaus der katholischen Kirche St. Gallus und Urban (Q29785533) | Pfarrhaus der katholischen Kirche St. Gallus und Urban KGS-Nr.: 16148 | B    | G   | Gallus-Steigerstrasse 17 649753 / 229654   |                                                                             |
| BW   | Datei hochladen · Wikidata zu Muracher, römischer Gutshof (Q110730029)                           | Muracher, römischer Gutshof KGS-Nr.: 17128                            | B    | F   | Bettenweg 649303 / 229087                  |                                                                             |
| BW   | Datei hochladen · Wikidata zu Grossacher, früheisenzeitliche Grabhügelgruppe (Q110730207)        | Grossacher, früheisenzeitliche Grabhügelgruppe KGS-Nr.: 17129         | B    | F   | Längenmoosstrasse 650377 / 228873          |                                                                             |
| BW   | Datei hochladen · Wikidata zu Grossacher, früheisenzeitliche Grabhügelgruppe (Q110730316)        | Gibelgrat, früheisenzeitliche Grabhügelgruppe KGS-Nr.: 17130          | B    | F   | Gibelgrat 650991 / 229739                  | Objekt liegt auf dem Gemeindegebiet von Büron und Geuensee (KGS-Nr. 17131). |

## Übrige Baudenkmäler
| ID  | Foto |                                                                        | Objekt                                     | Typ | Standort                      | Beschreibung |
| --- | ---- | ---------------------------------------------------------------------- | ------------------------------------------ | --- | ----------------------------- | ------------ |
| 93  | ja   | Datei hochladen                                                        | Schulhaus Burg                             | G   | Burgstrasse 1 649653 / 229554 |              |
| 235 | BW   | Datei hochladen · Wikidata zu Muracher, römischer Gutshof (Q110730029) | Herrenhaus des römischen Gutshofs Muracher | F   | Bettenweg 649310 / 229088     |              |

Legende: Siehe Legende der Liste der Kulturgüter von nationaler und regionaler Bedeutung. Anstelle der KGS-Nummer wird als Objekt-Identifikator (ID) die Gebäudenummer im kantonalen Denkmalverzeichnis verwendet.